# Svetlana Gladycheva
Svetlana Alekseïevna Gladycheva (en russe : Светлана Алексеевна Гладышева), née le 13 septembre 1971 à Oufa, est une ancienne skieuse alpine russe. Elle a remporté la seule médaille russe de l'histoire des championnats du monde de ski alpin.

## Jeux olympiques
- Jeux olympiques de 1994 à Lillehammer (Norvège) :
  -  Médaille d'argent en Super-G

## Championnats du monde
- Championnats du monde de 1991 à Saalbach (Autriche)
  -  Médaille de bronze en Descente

## Coupe du monde
- Meilleur résultat au classement général : 25e en 1997
  - 1 victoire : 1 super-G

### Saison par saison
- Coupe du monde 1990 :
  - Classement général : 81e
- Coupe du monde 1991 :
  - Classement général : 33e
- Coupe du monde 1992 :
  - Classement général : 37e
- Coupe du monde 1993 :
  - Classement général : 91e
- Coupe du monde 1994 :
  - Classement général : 50e
- Coupe du monde 1995 :
  - Classement général : 58e
- Coupe du monde 1996 :
  - Classement général : 65e
- Coupe du monde 1997 :
  - Classement général : 25e
    - 1 victoire en super-G : Vail I
- Coupe du monde 1998 :
  - Classement général : 62e

## Arlberg-Kandahar
- Meilleur résultat : 20e place dans la descente 1993-94 à Sankt Anton